# Madonna del Carmine con altri santi (Vaccaro)
Madonna del Carmine con altri santi è un dipinto olio su tela conservato nella Chiesa di Maria Santissima del Carmelo e delle Anime Purganti, in Bongiardo, Santa Venerina (CT).

## Storia
Il dipinto fu eseguito nel 1876 dal pittore Francesco Vaccaro, figura di rilievo della scena artistica del XIX secolo. Originario di Caltagirone, Vaccaro fu uno degli artisti più attivi nella Sicilia centrale e orientale, in particolare nel campo delle committenze religiose.
Le circostanze che portarono l'opera nella chiesa di Bongiardo restano tuttora sconosciute. Una delle ipotesi più accreditate è che il dipinto sia stato donato alla chiesa locale in seguito al terremoto del 1879, che colpì duramente l’area etnea e rese necessaria la sostituzione delle opere danneggiate e la ristrutturazione dell'edificio sacro. Un’altra possibile spiegazione è legata all’attività del Vaccaro nel territorio etneo già nei primi anni del decennio 1870, periodo in cui l’artista realizzò numerose opere per chiese e istituzioni religiose della zona. In questo contesto, è plausibile che il dipinto fosse stato concepito fin dall’origine per Bongiardo nell’ambito di queste committenze.
La tela è una delle tre pale d'altare della chiesa bongiardese. Il dipinto può essere considerato una rielaborazione di un'opera omonima del XVII secolo, conservata nella Chiesa di Bongiardo.

## Descrizione e stile
Il pittore Vaccaro concepì la scena sacra adottando una composizione coerente con i canoni del Neoclassicismo ottocentesco, rielaborati alla luce degli influssi del Purismo e della pittura religiosa accademica del XIX secolo. L’opera si colloca perfettamente all’interno della tradizione pittorica devozionale italiana della seconda metà dell’Ottocento, riflettendo quell’equilibrio tra idealizzazione formale e contenuto spirituale che caratterizza le produzioni artistiche a soggetto sacro del periodo. Lo stile è marcatamente accademico, non solo nella costruzione ordinata delle figure e nella chiarezza narrativa, ma anche nell’evidente intento pedagogico e morale dell’immagine, destinata a edificare lo spettatore attraverso una bellezza regolata e accessibile. L’uso del colore, misurato ma incisivo, contribuisce a rafforzare il senso di solennità e raccoglimento 
La parte superiore del dipinto è occupata da una vasta e luminosa distesa celeste, che rappresenta circa metà della superficie totale. Questo cielo, immerso in una luce serena e rarefatta, è animato dalla presenza di sette putti, disposti in volo attorno alla figura centrale della Madonna del Carmine. La Vergine, seduta su una nube vaporosa, appare maestosa e serena con lo sguardo dolce e protettivo, mentre tiene il Bambino Gesù. Nella parte inferiore del dipinto, si trova un gruppo di santi riuniti in contemplazione e preghiera. In primo piano si distinguono chiaramente San Simone Stock, inginocchiato in atteggiamento di fervente devozione, e Santa Teresa d’Avila, raffigurata anch’ella in ginocchio. I due santi sono rappresentati con profondo trasporto spirituale, in un dialogo silenzioso con la figura della Vergine, della quale sono testimoni e apostoli. Dietro di loro, in secondo piano, si intravedono altre sei figure di santi, ciascuna resa con individualità espressiva e cura iconografica. Tra essi emergono le figure di San Mauro e Sant’Antonio Abate, due santi di particolare rilievo nella tradizione religiosa dell’area etnea. La loro presenza nel dipinto evidenzia un legame diretto con la pietà popolare e con il contesto culturale locale in cui l’opera fu concepita o è custodita. Al centro della parte bassa della composizione si colloca un elemento iconografico di forte impatto simbolico: un putto, in posizione eretta, regge con entrambe le mani un grande scudo ovale dorato, inclinato verso l’osservatore. Lo scudo occupa gran parte del suo corpo e reca un’iscrizione latina finemente incisa: 
Questa frase è attribuita alla Beata Vergine del Monte Carmelo, che la avrebbe pronunciata a San Simone Stock il 16 luglio 1251, durante un’apparizione miracolosa. In quell’occasione, secondo la tradizione carmelitana, la Madonna donò allo stesso Simone lo scapolare, simbolo di protezione divina e promessa di salvezza eterna. Il putto che regge lo scudo, dunque, assume il ruolo di messaggero celeste, rendendo visibile la connessione tra la rivelazione soprannaturale e la fede del popolo.
Nel suo insieme, il dipinto si configura come una sintesi visiva di alta densità teologica e spirituale: una meditazione figurativa sulla potenza salvifica della Vergine del Carmelo, sul valore intercessorio dei santi e sul ruolo dello scapolare come segno tangibile della grazia. L’artista, con sapienza compositiva e profondità iconografica, ha saputo intrecciare elementi dottrinali, mistici e devozionali in un’opera che si offre non solo alla contemplazione, ma anche alla catechesi visiva dei fedeli.

## Influenza e riproduzioni
Il dipinto ha esercitato una notevole influenza nel tessuto religioso e culturale del quartiere di Bongiardo, dove è considerato uno dei simboli più rappresentativi dell’identità della comunità parrocchiale. Oltre a rivestire un ruolo centrale nella vita liturgica della Chiesa locale, l’opera è diventata nel tempo un punto di riferimento iconografico e devozionale, venerata non solo per il suo valore artistico, ma anche per il forte significato spirituale che incarna. La sua presenza ha contribuito a consolidare la diffusione del culto della Madonna del Carmine nell’area, assumendo un’importanza tale da entrare nell’immaginario collettivo e nella tradizione visiva della zona.

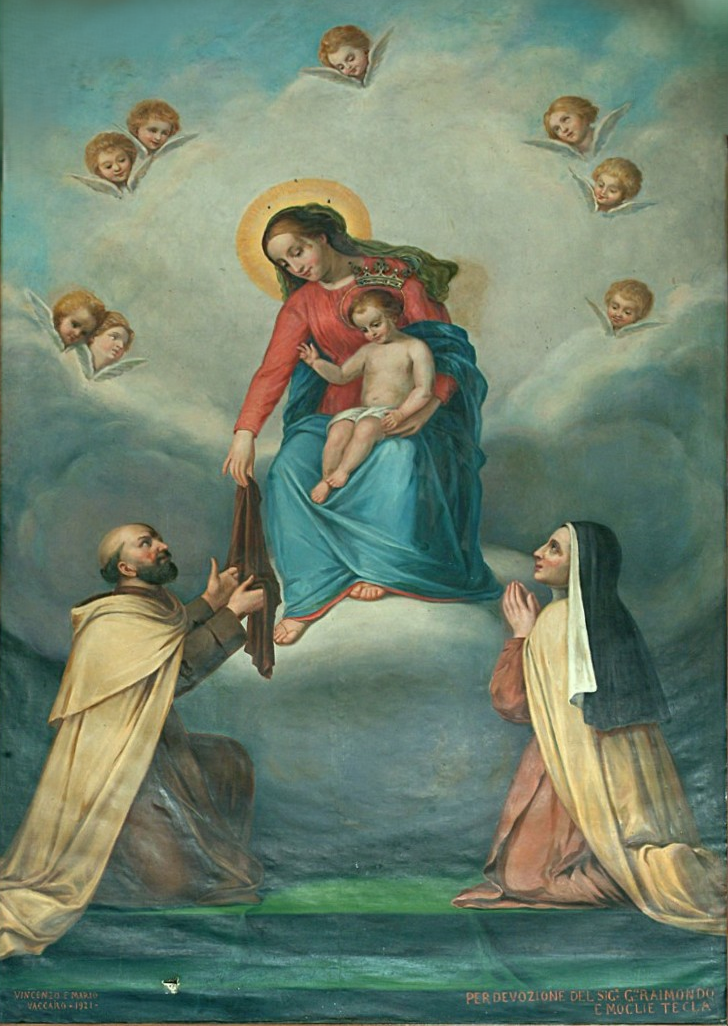
Madonna del Carmelo (Mario e Vincenzo Vaccaro, 1921)

L'influenza del dipinto non si è limitata al solo ambito devozionale, ma si è estesa anche al campo artistico, lasciando una traccia significativa nella pittura sacra siciliana del primo Novecento. Un esempio emblematico di tale eredità si riscontra nella tela intitolata Madonna del Carmelo, del 1921, realizzata dagli artisti Mario e Vincenzo Vaccaro, parenti del pittore Francesco Vaccaro, e oggi conservata presso la Diocesi di Piazza Armerina. In quest’opera, i due artisti reinterpretano la composizione originaria con rispetto e continuità stilistica, mantenendo molte delle scelte iconografiche del modello precedente: la centralità della Vergine, la disposizione dei santi e l’impostazione verticale della scena, adattate però a una sensibilità più moderna e a un linguaggio pittorico aggiornato alle istanze artistiche del primo Novecento.